# Katharma matilei
Katharma matilei är en tvåvingeart som beskrevs av Menier och Tsacas 2001. Katharma matilei ingår i släktet Katharma och familjen rovflugor.
Artens utbredningsområde är Madagaskar. Inga underarter finns listade i Catalogue of Life.